# Zero (personnage)
Pour les articles homonymes, voir Zéro (homonymie).
Zero (ゼロ) est le nom d'un personnage de jeu vidéo et l'un des trois protagonistes des jeux des séries Mega Man X et Mega Man Zero.
Dans la série Mega Man X, Zero est un Maverick Hunter un soldat mécanique dont le rôle est de vaincre les Mavericks des robots qui se sont retournés contre l'humanité. Il poursuit sa mission en tant que personnage jouable dans la série Mega Man Zero. Zero est également jouable en tant que personnage de soutien dans la série Mega Man ZX et apparait dans les jeux crossover en tant qu'invité.

## Conception
Zero a été créé par Keiji Inafune quand il lui a été demandé de recréer Mega Man pour une nouvelle série sur Super Nintendo, Mega Man X. Inafune envisage alors un nouveau design pour Mega Man. Il réalise cependant que le personnage qu'il a créé était trop différent visuellement par rapport à l'ancien Mega Man pour qu'il soit bien reçu par les fans.
Le design de Zero marque le premier protagoniste qu'Inafune avait conçu pour la série Mega Man. Décidant ainsi de laisser les autres designers de travailler sur le personnage qui est finalement devenu le personnage X pendant qu'il développait Zero, Inafune a travaillé le personnage avec l'intention qu'il soit le second personnage principal. Il décrit Zero comme représentant l'idée que « rien n'est absolu », et que les circonstances peuvent changer n'importe quoi.

## Apparitions
Zero apparait pour la première fois dans la série Mega Man X (sortie en 1993 au Japon et en 1994 en France sur Super Nintendo). C'est un reploid d'élite qui vient en aide au héros. À la différence de X qui combat à l'aide de son X-buster (canon à énergie rattaché à son bras droit), Zero lui maitrise le Z-saber, sorte de sabre laser, en plus d'un buster, ce qui est visible notamment dans Mega Man X3, lors d'une scène où l'on contrôle Zero. Zero est reconnaissable par son armure rouge et blanche et ses longs cheveux blonds.
Au fur et à mesure des épisodes de la série Mega Man X, Zero gagne en importance, il devient l'acolyte du célèbre reploid. Ensemble, ils forment le duo le plus efficace des Maverick Hunters. C'est dans la série Mega Man Zero (sortie en 2002 en France sur Game Boy Advance) qui lui est consacrée que Zero prend réellement une importance dans l'univers de Rockman. Malgré un design moins adulte du personnage, Zero gagne en charisme. Plus élancé, plus rapide et à l'apparence plus jeune, Zero s'arme d'une détermination de fer et d'un regard d'acier. Cette série dévoile un Zero plus tourmenté, plus sombre et plus attachant.
Tout comme X, Zero voit son arsenal considérablement augmenter. Au Z-saber s'ajoute un fouet, un bouclier, un harpon... Chaque arme évolue: plus on l'utilise, plus elle est puissante ou permet de nouveaux coups. De même, son armure évolue, tout comme celle de son ancien compagnon.
La série des Mega Man Zero marque un réel tournant dans l'univers du petit reploid bleu. En effet, alors que la série des X se perdait dans d'innombrables épisodes et qu'une légère lassitude des joueurs se faisait ressentir, les opus estampillés Zero ont relancé la machine Mega Man, approfondissant le scénario, l'univers ainsi que la psychologie des personnages, reploid comme humains, présentant également un univers et un scénario plus mature. C'est également la première série de la licence Mega Man a comporter une véritable fin. Enfin, c'est cette série qui amena Capcom à renouveler les jeux vidéo Mega Man en créant les opus Mega Man ZX sortis sur la console Nintendo DS de Nintendo, mettant en avant de nouveaux personnages, Vent et Aile. Pourtant, X et Zero sont présents de manière indirecte dans ces opus : les héros y contrôlent le bio-métal, restes des héros des séries précédentes, qui leur fournissent des pouvoirs surhumains. La relève est donc assurée.

### SérieMega ManX
- Mega Man X (1993)
- Mega Man X2 (1994)
- Mega Man X3 (1995)
- Mega Man X4 (1997)
- Mega Man Xtreme (2000)
- Mega Man X5 (2000)
- Mega Man Xtreme 2 (2001)
- Mega Man X6 (2001)
- Mega Man X7 (2003)
- Mega Man X Command Mission (2004)
- Mega Man X8 (2005)
- Mega Man Maverick Hunter X (2005)

### SérieMega Man Zero
- Mega Man Zero (2002)
- Mega Man Zero 2 (2003)
- Mega Man Zero 3 (2004)
- Mega Man Zero 4 (2005)

### Autres apparitions
- SNK vs. Capcom: SVC Chaos (2003)
- Onimusha: Blade Warriors (2003)
- Tatsunoko vs. Capcom: Cross Generation of Heroes (2008)
- Marvel vs. Capcom 3: Fate of Two Worlds (2011)
- Ultimate Marvel vs. Capcom 3 (2011)
- Project X Zone (2012)
- Marvel vs. Capcom: Infinite (2017)